# Jutta Czurda
Jutta Czurda (* 18. Januar 1955 in Coburg) ist eine deutsche Choreografin und Sängerin. Sie lebt in Fürth und San Francisco.

## Leben
1980 gründete sie die Tanzwerkstatt Forchheim und 1983, gemeinsam mit Michael Bader, die Tanzakademie Langenfeld, eine Ausbildungsschule für Tanzpädagogik und Sitz ihres Ensembles „Theater der bewegten Künste“. Als Seminarleiterin für modernen Tanz und Tanztheater ist Jutta Czurda bundesweit eine gefragte Persönlichkeit. 1986 finden Jutta Czurda und ihre Company eine neue Heimat in Fürth. Sie gründet das Czurda Tanztheater, deren künstlerische Leiterin sie bis 1997 ist. Gemeinsam mit ihrer Company, einem internationalen Ensemble aus Tänzern und Tänzerinnen, erarbeitet sie Auftragsproduktionen für die Städtischen Bühnen Nürnberg, die Tafelhalle Nürnberg und das Stadttheater Fürth. Ihre Theaterarbeiten werden zu nationalen und internationalen Festivals eingeladen.
In den vergangenen zehn Jahren trat an Stelle von Tanztheaterproduktionen ihre Arbeit als Sängerin in den Vordergrund. Ihr Repertoire reicht vom klassischen Chanson und vertonter zeitgenössischer Lyrik bis hin zu Jazz und Blues.
Seit 1998 ist Jutta Czurda Ensemblemitglied des Stadttheaters Fürth, für das sie herausragende Musikproduktionen erarbeitete.
Sie brillierte als Lola Blau, unter der Regie von Werner Müller, in Georg Kreislers gleichnamigem Musical, und mit ihrem langjährigen musikalischen Partner, dem Komponisten und Pianisten Heinrich Hartl, in dem Latenight-Programm Wenn ick mal tot bin.... Gemeinsam mit Angelika Aliti und Werner Müller hebt sie 2004 am Stadttheater Fürth ein neues literarisches Genre, den Magischen Salon, aus der Taufe. 2005 entstand das Album Lonely House mit Chansons und Songs von Kurt Weill mit Richie Beirach, Gregor und Veit Hübner. Mit der Big Band von Thilo Wolf folgte 2010 die Produktion Love Me Gershwin.

## Preise und Ehrungen
1986 erhielt Jutta Czurda den Förderungspreis der Stadt Nürnberg. 1988 wurde sie mit dem Wolfram-von-Eschenbach-Preis ausgezeichnet. 1989 folgte der Kulturförderpreis der Stadt Fürth, 1995 der Kulturpreis der Stadt Fürth und schließlich 1998 der Bayerische Theaterpreis.